# Solomka, Kostopil
Solomka (în ucraineană Соломка) este un sat în comuna Diuksîn din raionul Kostopil, regiunea Rivne, Ucraina.

## Demografie
Componența lingvistică a localității Solomka
     Ucraineană (100%)
Conform recensământului din 2001, toată populația localității Solomka era vorbitoare de ucraineană (100%).